# Thomas Fanara

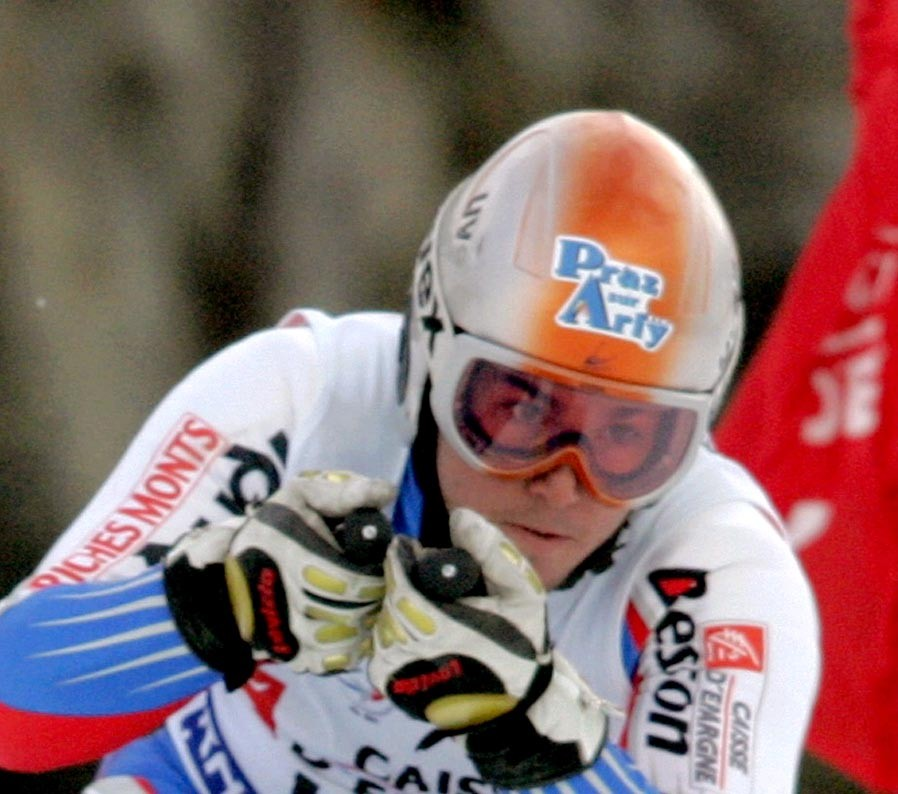
Thomas Fanara en 2009.

Thomas Fanara nació el 24 de abril de 1981 en Annecy (Francia), es un esquiador que tiene 1 victoria en la Copa del Mundo de Esquí Alpino (con un total de 11 podios).

## Resultados

### Juegos Olímpicos de Invierno
- 2014 en Sochi, Rusia
  - Eslalon Gigante: 9.º

### Campeonatos Mundiales
- 2007 en Åre, Suecia
  - Eslalon Gigante: 16.º
- 2011 en Garmisch-Partenkirchen, Alemania
  - Eslalon Gigante: 6.º

### Copa del Mundo

#### Clasificación general Copa del Mundo
- 2004-2005: 136.º
- 2005-2006: 59.º
- 2006-2007: 78.º
- 2007-2008: 83.º
- 2008-2009: 48.º
- 2009-2010: 138.º
- 2010-2011: 37.º
- 2011-2012: 48.º
- 2012-2013: 29.º
- 2013-2014: 29.º
- 2014-2015: 27.º

#### Clasificación por disciplinas (Top-10)
- 2010-2011:
  - Eslalon Gigante: 6.º
- 2012-2013:
  - Eslalon Gigante: 5.º
- 2013-2014:
  - Eslalon Gigante: 4.º
- 2014-2015:
  - Eslalon Gigante: 5.º
- 2015-2016:
  - Eslalon Gigante: 6.º

#### Victorias en la Copa del Mundo (1)

##### Eslalon Gigante (1)
| Fecha               | Lugar      |
| ------------------- | ---------- |
| 19 de marzo de 2016 | St. Moritz |